# Piaggio P.6
Il Piaggio P.6 era un idrovolante biplano da ricognizione marittima imbarcato catapultabile prodotto in numero limitato dall'azienda aeronautica italiana S.A. Piaggio & C. alla fine degli anni venti.

## Storia del progetto
Fin dai primi anni venti la Regia Marina valutò l'opportunità di dotare alcune delle sue unità navali di velivoli di supporto. Per ovviare alle difficoltà di utilizzo in presenza di mare grosso, vennero installate delle strutture di lancio, vere e proprie catapulte, sulle quali veniva opportunamente fissato il velivolo che veniva portato ad una velocità sufficiente per consentirne il decollo. Dopo aver adottato idrovolanti progettati per l'uso civile, come i Macchi M.18, fu ritenuto necessario equipaggiarsi con modelli dalle caratteristiche più idonee. Con l'istituzione, nel marzo 1923, della Regia Aeronautica e con il conferimento della competenza sull'intera aviazione al Ministero dell'aeronautica, quest'ultimo emise una specifica per ottemperare alla richiesta della marina per un nuovo modello adatto allo scopo.
Al concorso parteciparono la Cantiere Navale Triestino (CANT), la S.A. Piaggio & C. e l'Aeronautica Macchi che presentarono dei modelli dalla diversa impostazione tecnica, sia a galleggiante centrale che a scafo centrale.
Alla Piaggio il progetto venne affidato alla direzione dell'ingegnere Giovanni Pegna, il quale elaborò un paio di progetti, entrambi identificati dall'azienda con la sigla P.6, che vennero sviluppati in parallelo proponendoli in due diverse configurazioni.
Il primo, indicato come P.6 e costruito nel 1927, era un idrovolante dotato di un grande galleggiante centrale più due galleggianti stabilizzatori posti sotto le ali ed equipaggiato con un motore Fiat A.20 da 410 CV (302 kW) montato sul naso in configurazione traente.
Il secondo progetto, denominato P.6bis e costruito l'anno successivo, era un piccolo biplano a scafo centrale spinto da un motore Isotta Fraschini V.6 da 260 CV (194 kW) in configurazione spingente.
Entrambi i prototipi erano caratterizzati dalla costruzione a tecnica mista, con impennaggi dalla struttura interamente metallica, con fusoliera nel primo e scafo nel secondo in legno così come gli elementi di galleggiamento, tutti con rivestimento in compensato. La velatura, di tipo biplano, era costituita da piani alari collegati tra loro da un montante interalare "a N" per lato la cui struttura era ulteriormente rinforzata da una coppia di aste di controvento in luogo dei convenzionali tiranti in cavetto d'acciaio. L'armamento previsto consisteva, in entrambe le versioni, in una sola mitragliatrice difensiva, nel P.6 collocata nella parte posteriore della cabina di pilotaggio e nel P.6bis posizionata sulla prua dello scafo.
Dopo le prime valutazioni la Regia Marina si dichiarò maggiormente soddisfatta dalla variante P.6 a galleggianti, mutando in seguito il proprio interesse per quella a scafo centrale. Ciò esortò Pegna ad elaborare un terzo progetto, il P.6ter, sviluppato sulla base del P.6 a galleggiante centrale e realizzato nel 1928. Ritenuta quest'ultima la versione più adatta, venne sottoscritto un ordine di fornitura e avviata una produzione di 15 esemplari destinati ad essere utilizzati sulle navi da battaglia ed alcuni incrociatori della Regia Marina.

## Impiego operativo
I P.6 furono destinati ad equipaggiare gli incrociatori pesanti classe Trento della Regia Marina, tra i quali il Trento, il Trieste e il Bolzano, con tre esemplari per ogni unità navale, entrando in servizio dai primi anni trenta con la versione P.6ter.

## Utilizzatori
Italia
- Regia Aeronautica

operò in cooperazione con la Regia Marina, come dotazione delle diverse unità maggiori ed inquadrato nell'Aviazione Ausiliaria.

### Pubblicazioni
- Macchi M.40 e Piaggio P.6, in Aerofan, Anno 20, nº 81, Milano, Giorgio Apostolo Editore, aprile -Giugno 2002.